# Mbour (Département)

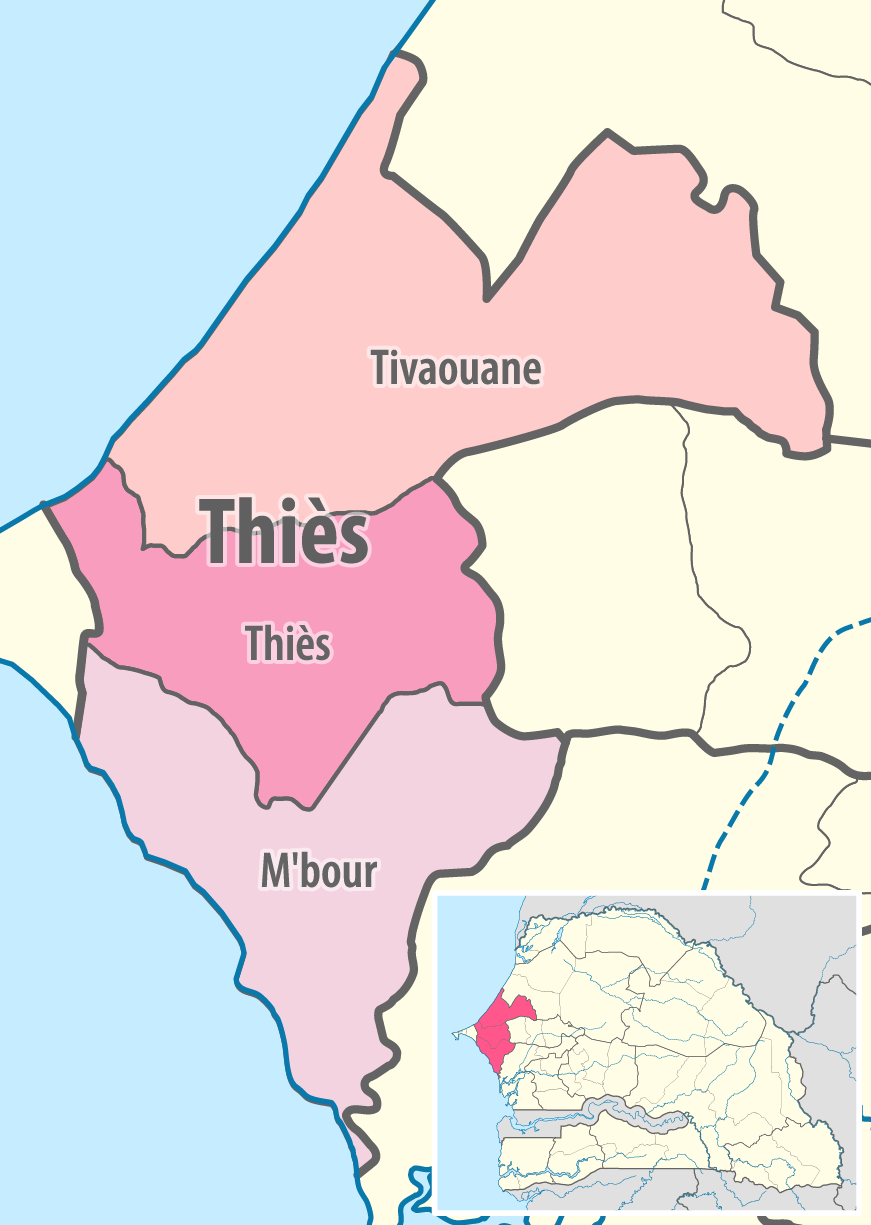
Département Mbour in der Region Thiès

Das Département Mbour mit der Hauptstadt Mbour ist das südliche von drei Départements des Senegal, in die die  Region Thiès von Nord nach Süd gegliedert ist. Es liegt im zentralen Westen des Senegal an der Petite-Côte südöstlich der Metropolregion Dakar. Dieser Küstenabschnitt ist Zentrum des Tourismus und der Fischerei für ganz Senegal.

## Bevölkerung
Volkszählungen ergaben für das Département jeweils folgende Einwohnerzahlen:
| Jahr | Einwohner |
| ---- | --------- |
| 1988 | 278.550   |
| 2002 | 461.097   |
| 2013 | 668.878   |
| 2023 | 935.304   |

## Gliederung
Im Jahr 2013 galt noch die Gliederung in Arrondissements, Kommunen (Communes) und Landgemeinden (Communautés rurales) bei einer Fläche von 1607 km²
Nach dem Stand von 2021 gab es eine Unterteilung des Départements in drei Arrondissements mit 14 nachgeordneten Gemeinden (Communes). Ferner gab es außerhalb der Arrondissements zwei weitere Kommunen. Das Département hatte 2023 eine Fläche von 1.836 Quadratkilometern. Die Daten der Teilgebiete nach Fläche und Einwohnerzahl sind nachfolgend dargestellt.
| Teilgebiet                | Fläche km² | Einwohner 2013 | Einwohner 2023 |
| ------------------------- | ---------- | -------------- | -------------- |
| ohne Arrondissement       | 41,950     | 278.680        | 345.771        |
| Mbour                     | 24,610     | 232.777        | 284.189        |
| Joal-Fadiouth             | 17,340     | 45.903         | 61.582         |
| Arrondissement de Fissel  | 473,700    | 84.836         | 109.635        |
| Fissel                    | 218,800    | 38.367         | 48.981         |
| Ndiaganiao                | 254,900    | 46.469         | 60.654         |
| Arrondissement de Séssène | 672,562    | 102.673        | 138.795        |
| Séssène                   | 140,100    | 24.786         | 31.317         |
| Sandiara                  | 198,200    | 28.430         | 38.333         |
| Nguéniène                 | 328,100    | 34.481         | 48.977         |
| Thiadiaye                 | 6,162      | 14.976         | 20.168         |
| Arrondissement de Sindia  | 647,551    | 202.692        | 341.103        |
| Sindia                    | 246,000    | 33.663         | 57.056         |
| Malicounda                | 172,000    | 61.031         | 117.590        |
| Diass                     | 187,600    | 30.396         | 41.433         |
| Nguékhokh                 | 12,230     | 27.033         | 47.964         |
| Saly Portudal             | 14,290     | 26.945         | 41.811         |
| Ngaparou                  | 5,096      | 9.525          | 13.744         |
| Somone                    | 5,362      | 5.448          | 8.762          |
| Popenguine-Ndayane        | 4,973      | 8.651          | 12.743         |
| Département zusammen      | 1.835,763  | 668.881        | 935.304        |